# مونکوکو تورینزه
مونکوکو تورینزه (به ایتالیایی: Moncucco Torinese) یک کومونه در ایتالیا است که در استان آسته واقع شده‌است. مونکوکو تورینزه ۱۴٫۴ کیلومترمربع مساحت و ۸۹۱ نفر جمعیت دارد و ۴۰۳ متر بالاتر از سطح دریا واقع شده.